# Valea Prahovei

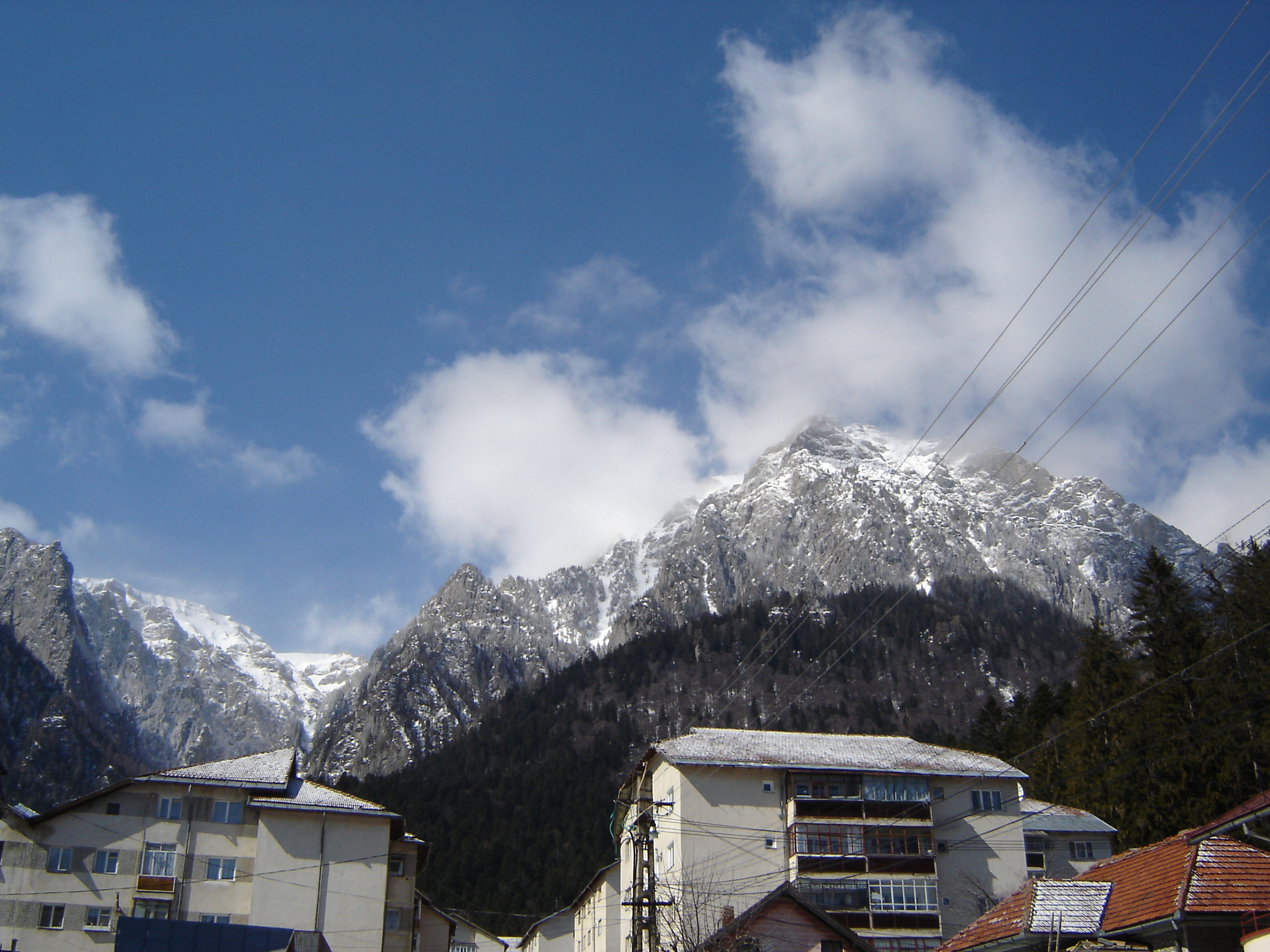
Masivul Caraiman

Valea Prahovei este una dintre regiunile turistice cele mai renumite din Munții Carpați din România, fiind situată pe traseul râului Prahova. Valea Prahovei este așezată în partea de sud-est a României, în nordul Munteniei, în bazinul superior și mijlociu al râului cu același nume, afluent al Ialomiței. Ea se învecinează la sud cu câmpia piemontană a Ploieștilor, la vest cu județul Dâmbovița peste masivul Bucegi, la nord cu depresiunea Brașovului și orașul Brașov, iar la est cu Valea Doftanei, peste munții Baiului și Piatra Mare. În sectorul sudic, Valea Prahovei formează limita între Subcarpații Getici și Subcarpații Curburii.
Principalul centru urban este municipiul Câmpina, celelalte orașe aflate pe valea Prahovei fiind (de la sud la nord) Breaza, Comarnic, Sinaia, Bușteni și Azuga (în județul Prahova), precum și Predeal (oraș din județul Brașov). Majoritatea acestor orașe sunt stațiuni turistice montane.